# Lo Stato Sociale
Lo Stato Sociale è un gruppo musicale italiano formato nel 2009 da Alberto Cazzola, Lodovico Guenzi e Alberto Guidetti, tutti e tre, all'epoca, dj di Radio Città Fujiko a Bologna. Nel 2011 la formazione viene ampliata a quintetto con l'ingresso di Enrico Roberto e Francesco Draicchio.
Nel 2018 la band partecipa al Festival di Sanremo classificandosi al 2º posto con la canzone Una vita in vacanza, mentre a luglio dello stesso anno ricevono il Premio Lunezia Indie Pop per il Valore Musical Letterario dell'album Primati. Nel 2021 tornano al Festival di Sanremo con il singolo Combat pop.

## Storia
Hanno esordito con l'EP autoprodotto Welfare pop nel 2010, seguito l'anno successivo da un secondo EP intitolato Amore ai tempi dell'Ikea inaugurando la collaborazione con la Garrincha Dischi. Nel 2012 esce il loro primo album, Turisti della democrazia, al quale fa seguito un tour di 200 concerti in Italia e in Europa. Sempre nel 2012 vincono la seconda edizione del Premio Buscaglione.
Nel 2013, a un anno dalla prima pubblicazione, Turisti della democrazia viene ripubblicato in edizione deluxe, in formato doppio CD. Il primo CD presenta la tracklist originale, una versione alternativa di Sono così indie e due inediti, mentre il secondo CD comprende tutti gli 11 brani del disco originale reinterpretati da undici artisti, oltre a sette remix. Vi partecipano tra gli altri gli inglesi Swayzak, i francesi The Supermen Lovers, i 99 posse, i Gazebo Penguins, Giovanni Gulino dei Marta sui Tubi e tanti altri artisti.
Alla ripubblicazione dell'album (sempre per Garrincha Dischi), segue un lungo tour dello spettacolo di teatro-canzone Tronisti della democrazia, nel quale le canzoni dell'album d'esordio sono alternate a monologhi e sketch a formare "un minicorso in 5 atti di buone maniere". Con Turisti della democrazia, tra i più discussi album usciti in ambito indie rock in Italia, la band bolognese ha ricevuto la Targa Giovani Mei e il Premio SIAE "Miglior Giovane Talento dell'Anno" e altri riconoscimenti.

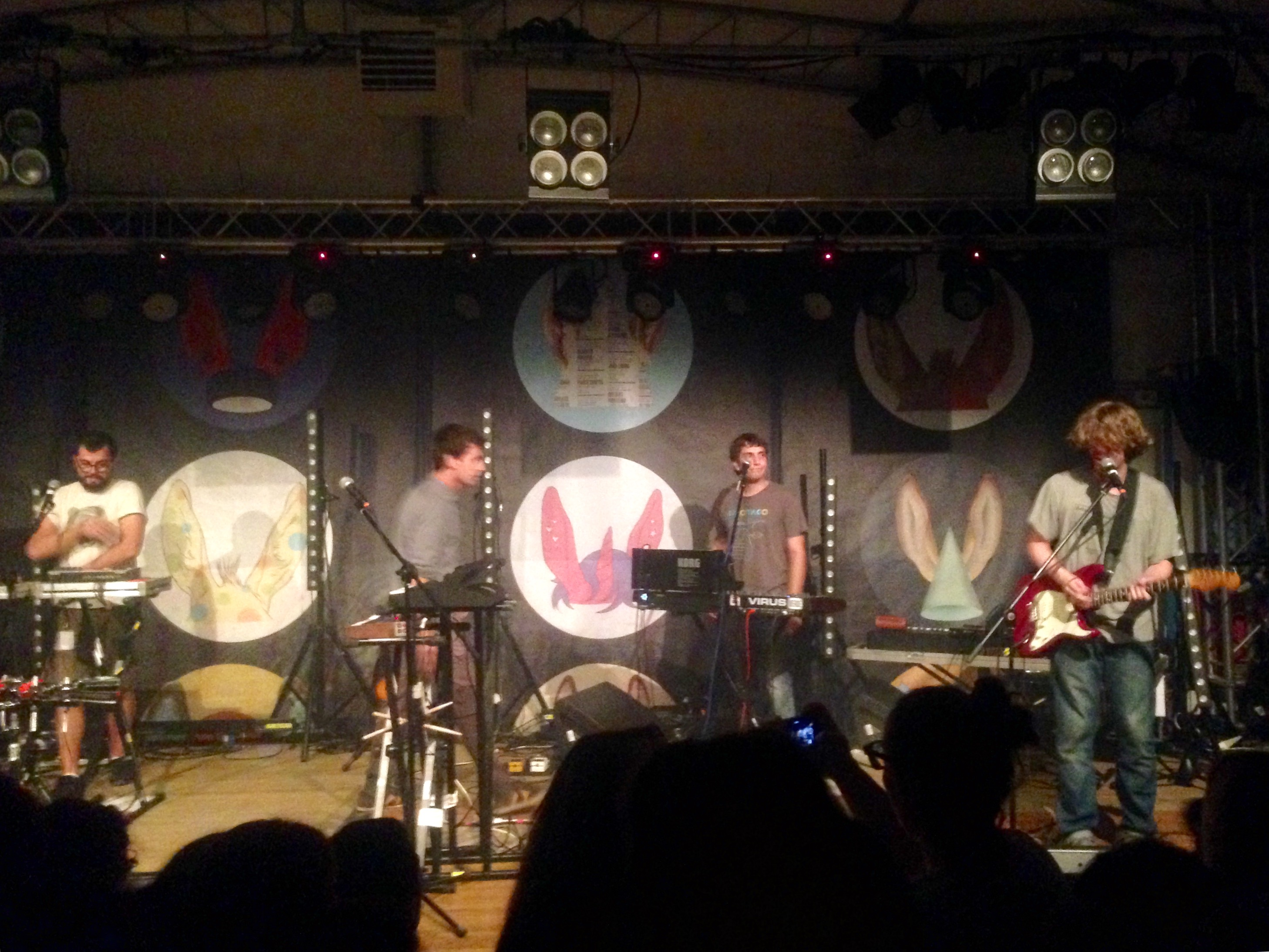
Lo Stato Sociale in un concerto a Varese nel 2014

Il 14 aprile 2014 viene pubblicato in esclusiva su iTunes il singolo C'eravamo tanto sbagliati, anticipazione dal secondo album della band. Il brano si posiziona subito in testa alla classifica dei più venduti sulla piattaforma, grazie anche a un invito di Pippo Civati, e sorpassando Happy di Pharrell Williams.
Il 2 giugno 2014 esce l'album L'Italia peggiore, un art work che ha visto la collaborazione di Piotta e Max Collini degli Offlaga Disco Pax, più il contributo di alcune illustratrici per la realizzazione della doppia copertina raffigurante una serie di orecchie d'asino. Per le prime due settimane di lancio dell'album, la band ha deciso di destinare a Emergency l'ammontare delle loro royalties per ogni disco venduto in negozio.
Il 21 novembre 2015, durante la loro prima data al Paladozza di Bologna, fanno esibire al posto loro la loro crew tecnica per un brano.
Il 2 giugno 2016 viene pubblicato per Rizzoli il primo romanzo della band dal titolo Il movimento è fermo. Il 9 dicembre 2016, dopo due anni dalle ultime pubblicazioni, esce su YouTube il videoclip di Amarsi male. Il 13 gennaio 2017 viene pubblicato il singolo Mai stati meglio, brano che anticipa l'uscita dell'album Amore, lavoro e altri miti da sfatare nel 10 marzo dello stesso anno. Nello stesso anno curano la colonna sonora del film Gli asteroidi.
Il 15 dicembre 2017 viene annunciata la loro partecipazione al 68º Festival della canzone italiana con il brano Una vita in vacanza, che fa parte della raccolta di successi Primati, uscita il 9 febbraio 2018 e contenente, oltre ai più importanti singoli del gruppo e al brano sanremese, una nuova versione del brano Sono così indie e altri due inediti.
Il 22 dicembre 2017 pubblicano il singolo Socialismo tropicale, scritto per ricordare la tragedia di Portopalo.
Nel febbraio 2018, sul palco dell'Ariston, le loro esibizioni sono arricchite dalla partecipazione dell'ottantatreenne ballerina britannica Paddy Jones in coppia con Nico Espinosa. Nella serata dedicata ai duetti si esibiscono insieme a Paolo Rossi e al Piccolo Coro dell'Antoniano. Nella finale hanno ottenuto il secondo posto. Il brano riscuote un notevole successo radiofonico, risultando il più trasmesso in Italia per oltre un mese.
Il 25 maggio 2018 esce il singolo Facile, secondo estratto dalla raccolta, in collaborazione con Luca Carboni mentre il 16 novembre esce il singolo Ti voglio bene Denver, secondo estratto dall'album Duets Forever - Tutti cantano Cristina.
Nel 2019 partecipano in qualità di ospiti alla serata finale del Festival di Sanremo cantando il brano E la vita, la vita con Renato Pozzetto.
Nell'aprile 2019 esce l'album Faber nostrum, disco tributo a Fabrizio De André in cui vari esponenti della musica italiana reinterpretano un brano del cantautore genovese. La band partecipa realizzando la cover di Canzone per l'estate insieme a Cimini.
Il 7 giugno pubblicano il nuovo singolo DJ di m**** , con la partecipazione vocale della cantante Arisa e della rapper Myss Keta.
Il 19 settembre a Bologna e il 23 a Firenze presentano il nuovo libro Sesso, droga e lavorare per Il Saggiatore. Il romanzo della band bolognese è paradigma di una generazione delusa, che dopo la crescita tra sogni e banchi di scuola, si trova ad arrivare a stento al mondo del lavoro.
Dal 6 ottobre 2019 sono in onda tutte le domeniche dalle 16:00 alle 17:30 su Radio2 con Lo Stato Sociale Show.
Inoltre, dal 18 settembre 2020, Lodo Guenzi è presente come ospite fisso del programma Radio 2 Social Club con la rubrica "I fatti di Lodo".
Il 17 dicembre 2020 viene annunciata a Sanremo Giovani 2020 la seconda partecipazione come concorrenti big al Festival di Sanremo 2021 con il brano Combat pop. Le loro esibizioni all'Ariston saranno caratterizzate dalla partecipazione del mago trasformista Luca Lombardo.
Il 28 gennaio 2021 pubblicano l'EP Bebo, seguito da Checco, Carota, Lodo e Albi, per un totale di cinque EP, uno per ogni membro del gruppo (dal cui soprannome prendono il titolo) e ognuno cantato dal membro in questione, che vengono pubblicati a distanza di una settimana l'uno dall'altro, fino ad arrivare alla loro partecipazione al Festival di Sanremo del 3 marzo. I cinque EP vengono raccolti in un album intitolato Attentato alla musica italiana, che esce giovedì 4 marzo 2021, dopo la loro esibizione a Sanremo.
Il 5 maggio 2023 esce l'album Stupido sexy futuro. Il 15 giugno seguente, il gruppo annuncia la morte del manager Matteo Romagnoli, a seguito di una lunga malattia. Fondatore dell'etichetta Garrincha Dischi, era stato anche cantautore e scopritore di talenti come gli Ex-Otago, Espana Circo Este, Punkreas e La Rappresentante di Lista. Il brano Non la vedo bene, realizzato dal Management in collaborazione con Lo Stato Sociale, nonché uno degli ultimi lavori di Romagnoli, è stato pubblicato dieci giorni dopo la sua scomparsa.
Per il 23 e 24 febbraio 2024, Lo Stato Sociale ha annunciato l'organizzazione di "Impubblicabile!", un festival a Bologna in memoria di Matteo Romagnoli, che ha visto la presenza di vari artisti appartenenti e appartenuti a Garrincha Dischi. In concomitanza con l'appuntamento, è uscito un vinile intitolato Sotto un milione di nuvole e contenente due inediti prodotti da Romagnoli, dei quali uno vede anche la sua partecipazione alla voce.
Il 25 giugno dello stesso anno, dopo la loro esibizione allo Sherwood Festival di Padova, il complesso ha confermato la propria intenzione di ritirarsi dalle scene fino a data da destinarsi.

## Formazione
- Alberto "Albi" Cazzola (31 luglio 1984) – voce, basso (2009-presente)
- Francesco "Checco" Draicchio (18 novembre 1985) – sintetizzatore, sequencer, programmazione, percussioni, voce (2011-presente)
- Lodovico "Lodo" Guenzi (1º luglio 1986) – voce, chitarra, pianoforte, sintetizzatore (2009-presente)
- Alberto "Bebo" Guidetti (12 settembre 1985) – drum machine, programmazione, sintetizzatore, sequencer, voce (2009-presente)
- Enrico "Carota" Roberto (5 agosto 1986) – voce, sintetizzatore, pianoforte, rhodes, programmazione (2011-presente)[30]

## Discografia

### Album in studio
- 2012 – Turisti della democrazia
- 2014 – L'Italia peggiore
- 2017 – Amore, lavoro e altri miti da sfatare
- 2023 – Stupido sexy futuro

### Raccolte
- 2018 – Primati
- 2021 – Attentato alla musica italiana

## Filmografia
- La piazza della mia città - Bologna e Lo Stato Sociale, regia di Paolo Santamaria (2020)
- Est - Dittatura Last Minute, regia di Antonio Pisu (2020)
- Criminali si diventa, regia di Luca Trovellesi Cesana e Alessandro Tarabelli (2021)
- Improvvisamente Natale, regia di Francesco Patierno (2022)
- La quattordicesima domenica del tempo ordinario, regia di Pupi Avati (2023)
- Odio il Natale, seconda stagione, regia di Laura Chiossone (2023)
- Tornando a Est, regia di Antonio Pisu (2024)

## Opere

### Romanzi
- Il movimento è fermo, Milano, Rizzoli, 2016
- Sesso, droga e lavorare, Milano, il Saggiatore, 2019
- L'orologio che ha fermato il tempo. Lo Stato Sociale racconta il 2 agosto 1980 (illustrazioni di Onofrio Catacchio), Bologna, Minerva Edizioni collana Fatterelli Bolognesi, 2022 (racconto storico per ragazzi)

### Fumetti
- Andrea (con Luca Genovese), Milano, Feltrinelli, 2018